# Kazma Sakamoto
Kazma Sakamoto (1 de octubre de 1982) es un luchador profesional japonés, más conocido por su trabajo en Pro Wrestling NOAH, Kaientai Dojo y World Wrestling Entertainment bajo los nombres de KAZMA y Sakamoto. 
Ha sido una vez Campeón en Parejas de la GHC.

## Carrera

### Kaientai Dojo (2003-2011)
Kazma fue entrenado por Taka Michinoku en su escuela de lucha Kaientai Dojo e hizo su debut para la promoción el 3 de mayo de 2003.En 2005, Kazma se enfrentó a Michinoku por el campeonato Strongest-K y unos días después participó en el Strongest. -Torneo K 2005 y perdería ambos. 
En 2005, bajo la dirección del ex gerente de Far East Connection, 296, Kazma formó un grupo junto con Kengo Mashimo llamado Kinnoutou y comenzó a dominar, eventualmente enfrentándose también a Ryota Chikuzen y Kunio Toshima.Mashimo y Kazma tuvieron mucho éxito como grupo, Mashimo y Kazma tuvieron una racha invicta desde la formación de Kinnoutou y no cayeron hasta mucho después de que dejó el grupo. Mashimo y Kazma ganaron el primer torneo de parejas de Strongest-K y fueron coronados como los primeros campeones de parejas de Strongest-K . Los dos comenzaron a dominar la escena de parejas en K-Dojo, ya que también ganaron los campeonatos intercontinentales de parejas de la UWA y la UWF, absorbiéndolos en el campeonato de parejas de Strongest-K. Cuando K-Dojo dividió su plantilla en dos, Kazma, junto con el resto de sus aliados Kinnoutou, fueron reclutados para GET.  A principios de 2006, Mashimo y Kazma perdieron su primera pelea juntos, perdiendo los títulos de Strongest-K Tag Team en febrero ante Makoto Oishi y Shiori Asahi. Después de perder, los signos de fricción comenzaron a crecer en Kinnoutou con el sentido de justicia de Kunio Toshima salvando a Michinoku de un ataque de Kinnoutou. 
A principios de 2007, Kazma comenzó a formar equipo con Michinoku y juntos participaron en Strongest-K Tag League 2007 y llegaron a la final antes de ser eliminados por Makoto Oishi y Shiori Asahi. En marzo, Kazma derrotó a Miyawaki para convertirse en el contendiente número uno por el Campeonato Strongest-K y un mes después se enfrentó al exmiembro de Kinnotou, Kengo Mashimo, por el campeonato y perdió. Kazma se asoció con Ryota Chikuzen para enfrentarse a Miyawaki y Yoshiya por el campeonato en parejas Strongest-K y perdió. En el verano de 2007, Kazma participó en el Torneo Strongest-K 2007 y alcanzó las semifinales antes de ser eliminado de la competencia. El 4 de septiembre de 2007, Kazma y Chikuzen derrotaron a Miyawaki y Naoki Tanizaki para convertirse en los campeones en parejas de Strongest-K y mantuvieron los títulos durante aproximadamente un mes antes de perderlos ante Mashimo y Madoka. Kazma, Kengo Mashimo y Ryota Chikuzen se unieron para derrotar a Joe, Michinoku y Taishi Takizawa en el combate de retiro del K-Dojo de Chikuzen y con Chikuzen saliendo, Kinnotou ya no existía. 
A principios de 2008, Kazma se asoció con Takizawa y perdió en la primera ronda de la Kaientai Dojo Tag League 2008. Con esta derrota, Kazma se asoció con Yuji Hino para participar en el mismo torneo y llegó a la final antes de ser eliminado por Mashimo y Madoka. Después del torneo, Kazma se unió al grupo OMEGA y durante la mayor parte de la primera parte de 2008 se asoció con miembros de OMEGA para participar en luchas por equipos contra sus rivales Handsome y Slum. El 20 de junio de 2008, Kazma y Miyawaki derrotaron a los miembros de Handsome, Joe y Michinoku, por el campeonato Strongest-K. Después de ganar los campeonatos, Kazma participó en el Torneo Strongest-K 2008 y en la primera ronda, Michinoku se vengaría noqueando a Kazma de la competencia. En agosto, Kazma y Miyawaki perdieron el campeonato en parejas ante los ex campeones. Eventualmente dejaría el grupo para formar uno nuevo con el exmiembro de Kinnotou, Mashimo.
Junto a Kazma y Mashimo, Kaji Yamato, Daigoro Kashiwa y Hiro Tonai también formaron parte de Monster Plant. Durante la mayor parte de 2009, Kazma se enfrentaría a miembros de otros establos y facciones tanto en enfrentamientos individuales como en parejas.En el Torneo Strongest-K 2009 perdería ante Daigoro Kashiwa en las semifinales. Kazma participaría en dos torneos en rápida sucesión, el primero fue un torneo de un día a tres bandas, que ganó Hino, y el Torneo Strongest-K 2009, donde fue eliminado por Kashiwa en las semifinales. El 17 de octubre de 2009, Kazma finalmente derrotó a Michinoku para convertirse en el campeón de Strongest-K. Luego formó equipo con Tonai en la Kaientai Dojo Tag League 2010 y obtuvo cuatro puntos que otros dos equipos en el bloque A también tenían y, por lo tanto, participaron en una decisión ganada a tres bandas por Asahi y Hino. A lo largo de 2009 y 2010, Kazma defendería su campeonato en múltiples ocasiones y siempre lo retendría hasta el 15 de agosto de 2010, donde lo perdió ante Hino. Con la pérdida de su título, Monster Plant se desintegraría, dejando a Kazma solo. 
Sin stable o facción, Kazma estaría solo y, como resultado, sus perspectivas se verían afectadas. A lo largo de 2011, Kazma tuvo múltiples oportunidades de convertirse en campeón o en el contendiente número uno y las perdió todas. Kazma y Harashima perderían ante Hiroki y Mashimo por el Campeonato en Parejas Strongest-K. Kazma también perdió su revancha por el Campeonato Strongest-K. En el verano de 2011, participó en el contendiente número uno por el Campeonato Strongest-K en Battle Royals y otros tipos de enfrentamientos. En el torneo Strongest-K, Kazma ganaría un total de seis puntos en el bloque B, lo que no fue suficiente para avanzar a las semifinales. El último partido de Kazma para Kaientai Dojo fue el 10 de septiembre de 2011, formó equipo con Asahi y perdió ante Tonai y Takizawa.

### WWE (2011-2013)
El 26 de marzo de 2012, Sakamoto hizo su debut en la WWE en pantalla en una viñeta para la próxima superestrella de la WWE Lord Tensai. Hizo su debut en televisión en el 2 de abril de 2012 en WWE Raw como el gerente, fiel, sirviente y asistente de Tensai en su partido contra Alex Riley. Durante varias semanas, Sakamoto se negaría entrevistas con Tensai hasta el 16 de abril, cuando Tensai hablaba de sí mismo. El 16 de abril episodio de Raw, Sakamoto podría interferir en el evento principal que conduce a la derrota de Lord Tensai de John Cena. Después de dejar de toda la programación de WWE durante algún tiempo, en el 30 de abril la edición de Raw, como Gerente General de Raw John Laurinaitis estaba a punto de revelar rival de Cena para Over the Limit, Lord Tensai finalmente golpeo a Cena se encontraría rodeado de tanto Tensai y Sakamoto. Laurinaitis entonces emboscada Cena por detrás y ambos Sakamoto y Tensai seguidos con disparos de su propia sobre Cena como Laurinaitis reveló que iba a ser rival de Cena en Over the Limit. Sakamoto y Tensai entonces sostener el brazo de Cena a través de los pasos de anillo con Laurinaitis pisando fuerte en él y golpeando una silla de acero en la extremidad expuesta. En mayo, Lord Tensai modificó su nombre a simplemente Tensai y se hizo mucho más agresivo, incluso abusando de Sakamoto . Después de tomar su primera derrota contra John Cena en el 4 de junio la edición de Raw y luego de perder ante Sheamus el 12 de junio episodio, él atacó brutalmente Sakamoto. A pesar de ser físicamente abusado por Tensai si se frustraba, Sakamoto aún seguía siendo leal a su amo, su última aparición en el roster principal fue el 17 de septiembre de 2012 en RAW cuando Tensai perdió ante Randy Orton, donde poco después su ficha fue removida de la página web de WWE y además dejó de ser el mánager de Tensai, además de que finalmente, volvió a NXT Wrestling. El 17 de mayo fue despedido.

### Regreso a Japón (2013-presente)
El 11 de junio de 2013, Kazma, anunciado bajo el nombre de Kazma Sakamoto, regresó a Japón en un evento de Pro Wrestling Zero1 , donde anunció que participaría en el Fire Festival 2013 . El 15 de julio, Sakamoto luchó en su primer combate desde su liberación de la WWE, cuando derrotó a Tank Nagai en un evento de Kaientai Dojo. Sakamoto terminó su Festival del Fuego el 4 de agosto con un récord de dos victorias, un empate y dos derrotas, sin poder avanzar a la final del torneo. El 15 de septiembre, Sakamoto hizo su debut en Wrestle-1 , haciendo equipo con Ryoji Sai en una lucha por equipos, donde derrotaron a Ryota Hama y Yasufumi Nakanoue. Sakamoto reemplazó a Kohei Sato lesionado como miembro de un grupo de heel llamado Desperado, liderado por Masayuki Kono , y más tarde en el evento ayudó a Kono a derrotar a Masakatsu Funaki. [30] De vuelta en Kaientai Dojo al día siguiente, Sakamoto y Kengo Mashimo derrotaron a Daigoro Kashiwa y Ricky Fuji para ganar el Campeonato en Parejas Strongest-K. [31] Perdieron el título en su primera defensa el 10 de noviembre ante el equipo de Kaji Tomato y Taka Michinoku.
El 11 de enero de 2014, Sakamoto hizo su debut en Wrestling New Classic (WNC), derrotando a Masaya Takahashi, después de lo cual desafió y atacó al campeón de WNC, Tajiri. Esto llevó a una pelea por el título entre los dos el 30 de enero, donde Tajiri retuvo su título. A través de la relación de trabajo de Wrestle-1 con la promoción estadounidense Total Nonstop Action Wrestling (TNA), Sakamoto trabajó en el evento Bound for Glory de TNA en Tokio el 12 de octubre, perdiendo ante MVP.
El 30 de enero de 2015, Sakamoto recibió su primera oportunidad por el título en Wrestle-1, cuando él y el nuevo miembro de Desperado, Koji Doi, desafiaron sin éxito a Kaz Hayashi y Shuji Kondo por los Campeonatos en Parejas de Wrestle-1.
El 26 de junio de 2015, se anunció que Sakamoto había firmado con Wrestle-1, poniendo fin oficialmente a sus días como profesional independiente. Poco después, Sakamoto se convirtió en el nuevo líder de Desperado, después de expulsar a Kono del grupo. Bajo el nuevo liderazgo, el establo pasó a llamarse "Real Desperado" el 13 de octubre. El 3 de noviembre, Sakamoto, Koji Doi y Nosawa Rongaiderrotó a Jackets ( Jiro Kuroshio , Seiki Yoshioka y Yasufumi Nakanoue ) por el Campeonato Mundial de Tríos UWA. Perdieron el título nuevamente ante Jackets el 27 de noviembre. El 6 de marzo de 2016, el miembro más nuevo de Sakamoto y Real Desperado, Yuji Hino, derrotó a Masayuki Kono y Shuji Kondo por el Campeonato en Parejas de Wrestle-1. Perdieron el título ante Yasufumi Nakanoue y Yuji Okabayashi el 8 de junio. El 31 de agosto, el contrato de Sakamoto con Wrestle-1 expiró y se convirtió en autónomo una vez más.

## En lucha
- Movimientos finales
  - AX Bomber[1][2] (Running lariat)
  - KAZMAX[1][2] (Lifting side slam)
  - KAZLOCK[1][2] (Modified arm triangle choke)
  - FAT[1] (Modified sitout front powerslam)
  - Chokeslam[1][2]

- Movimientos de firma
  - CM Punk[1] (Hammerlock short-range lariat)
  - Backhand chop
  - Crossface chickenwing
  - Double foot stomp
  - Dropkick, a veces desde una posición elevada
  - Electric chair driver
  - High-angle reverse STO
  - Lariat
  - Lifting sitout spinebuster[2]
  - Samoan driver
  - Sitout belly to back piledriver

- Luchadores dirigidos
  - Lord Tensai

## Campeonatos y logros
- Kaientai Dojo
  - Strongest-K Championship (1 vez)
  - Strongest-K Tag Team Championship (3 veces) - con Kengo Mashimo (1), Ryota Chikuzen (1) y MIYAWAKI (1)
  - UWA/UWF Intercontinental Tag Team Championship (1 vez) - con Kengo Mashimo
  - Strongest-K Tag Team tournament (2005) - con Kengo Mashimo
  - K-Award Lucha en parejas del año (2005) con Kengo Mashimo contra YOSHIYA & Apple Miyuki el 9 de octubre

- Pro Wrestling NOAH
  - GHC Tag Team Championship (1 vez) – con Takashi Sugiura
  - Global Tag League (2019) – con Takashi Sugiura.

- Dragon Gate
  - Open the Triangle Gate Championship (3 veces) — con Takashi Yoshida & Yasushi Kanda (1), Diamante & Takashi Yoshida (1), y SB Kento & Takashi Yoshida (1)
  - Open the Twin Gate Championship (2 veces) — con B×B Hulk (1) y Kaito Ishida (1)
- Ganbare☆Pro-Wrestling
  - World's Strongest Ganbare Tag Tournament (2017) — con Kenso Ohka[7]
- Gleat
  - G-Infinity Championship (1 vez) — con Ryuichi Kawakami[8]

- Wrestle-1
  - UWA World Trios Championship (1 vez) — con Koji Doi & Nosawa Rongai
  - Wrestle-1 Tag Team Championship (1 vez) — con Yuji Hino[4]